# Marati berar-deccan
El Marati Berar-Deccan, es una posible lengua del grupo marathi-konkani, o quizás simplemente un dialecto regional del marati. Glottolog informa que está estrechamente relacionado con Varhadi-Nagpuri. Sus Subdialectos son Bijapuri (del distrito de Bijapur, Karnataka) y Kalvadi (del distrito de Dharwad). Estos se han contado entre los dialectos marati, y no está claro qué tan distintos son del marati estándar, siendo el idioma deccani distintivo el deccani urdu.
comparte los nombres de Deccani Urdu: Dakhini, Dakhni, Dakini, Dakkani, Dakkhani, etc. Ethnologue dice que los hablantes son musulmanes y que el idioma está escrito en las escrituras Nastaliq (principalmente) y Devanagari, pero nuevamente esto puede ser debido a la confusión con Deccani Urdu.